# ظلال (مجموعة قصصية)
ظلال هو مجموعة قصصية للكاتب المغربي إدريس الخوري، صدرت سنة 1977 عن دار النشر المغربية، تحتوي على 116 صفحة . تميّز أسلوب الكاتب بتعريته للواقع الاجتماعي والسياسي.

## نبذة
تُركّز المجموعة على تصوير حياة الفئات المهمشة والبائسة في المجتمع المغربي، وتجسد رؤية الكاتب النقدية للواقع الاجتماعي والسياسي. إذ تتناول مشاهد من الحياة اليومية في المغرب خلال سبعينيات القرن العشرين، وترصد معاناة الإنسان البسيط في مواجهة الفقر، التهميش، والاغتراب الاجتماعي.

## الأسلوب
تتميز بالبساطة والوضوح، مع استخدام لغة سلسة ومؤثرة.

## الدراسات والاراء
- تلقى إنتاج إدريس الخوري القصصي اهتمام النقاد والباحثين الأكاديميين، فأنجزت حوله عدة أطروحات جامعية[7]. وقراءات نقدية كالقراءة الني قدمها محمد زكرياء بنسالم: «الكتابة وسؤال الهوية قراءة في “ظلال” لإدريس الخوري» ضمن كتاب بعنوان: «سفر في الذاكرة مقاربات نقدية في قصص الذين رحلوا»، عن منشورات «الراصد الوطني للنشر والقراءة» [8]. كما قال جلال الحكماوي «لا يمكنك أن تتحدث عن الأدب المغربي الحديث دون المرور تحت شجرة بادريس الباسقة»[9]

## اقتباسات
“الكتابة في جانبها الحكائي القصصي، والروائي أيضا، نميمة مقروءة لأنها تقوم بعملية الإخبار عن أشخاص كناهم وسيكونون في زمان ومكان محددين ذهنيا (…) وهي تستمد مشروعيتها من واقعها، ولأن هذا الواقع جد متشابك، تصبح الكتابة-النميمة وسيطا بيننا وبين واقع كان وسيكون”

الكتابة الحقيقية، ذات المعاناة اليومية، أكبر من الإعجاب « المتبادل بين الكتاب و القراء، وكل كتابة هي حوار متبادل لا أقل ولا أكثر» (ظلال.ص :23)